# Bartolomeo Passarotti
Bartolomeo Passerotti o Passarotti (Bologna, 1529 – 3 giugno 1592) è stato un pittore italiano.

## Biografia
Bartolomeo Passerotti nacque a Bologna il 28 giugno 1529. Conobbe Michelangelo attraverso il Tibaldi, ma ebbero più efficacia sul suo temperamento l'armonia e la delicatezza del Correggio. La bottega del Passerotti era nota fin dal 1560, e la maniera dell'artista piacque per i quadri di genere, per i ritratti e per i tipi popolari.
La vivace freschezza del pennello richiamò, non senza esagerazione, i metodi degli olandesi anche per la mescolanza di figure e di oggetti: venditori o popolani, fiori o pesci, o uccelli. I diversi influssi non esclusero nel Passerotti lo studio dei Veneziani; pure la personalità dell'artista rimane ben distinta in opere come il ritratto della Galleria Capitolina, la Famiglia Perrachini della Galleria Colonna in Roma (1569), meglio che in alcuni quadri d'altare rimasti a Bologna, a esempio nella Madonna e Santi della basilica di San Giacomo Maggiore, dove il correggismo parafrasa con povertà di sentimento la Madonna del San Giorgio, alterandone il pathos e l'ebbrezza mistica. Altri quadri d'altare delle chiese bolognesi portano attribuzioni assai dubbie, mentre due dipinti della Pinacoteca (Presentazione al Tempio e San Francesco) non consentono dubbi. I disegni del Passerotti sono ammirati per la precisione e per un certo garbo calligrafico che dimostrano prontezza non comune nel capir la vita e nel renderla con animo sempre imperturbabile. Suo figlio Tiburzio (morto circa il 1612) seguitò debolmente i modi paterni.